# Krzysztof Kamiński (ur. 1958)
Krzysztof Kamiński (ur. 9 listopada 1958 w Żyrardowie) – polski piłkarz grający na pozycji pomocnika w łódzkim Widzewie. W Ekstraklasie zaliczył występy tylko w Widzewie. Wraz z łódzkim klubem zdobył dwukrotnie Mistrzostwo Polski (1981, 1982) oraz Puchar Polski (1985). Był jednym z założycieli związku zawodowego piłkarzy.